# Ангелы смерти

Ангел Смерти. Эвелин Де Морган, 1881 год

А́нгелы сме́рти (ивр. מַלְאַךְ הַמָּוֶת‎ [мала́х ха-ма́вэт] «вестник смерти», Малах-Гамавет) — ангелы, забирающие душу (жизнь).

## В религии

### В библейском иудаизме
В иудаизме ангел смерти — это представитель Бога, которого посылает Бог, чтобы забрать жизнь или душу. Ангел смерти проходил мимо домов, на которых была кровь ягнёнка, и щадил первенцев. Остальным «принесена» смерть, в результате чего их жизнь была прекращена. В Египте за одну ночь смерть постигла всех первенцев от домашнего скота до человека (Исх. 12:29—32).

И пойдет Господь поражать Египет, и увидит кровь на перекладине и на обоих косяках, и пройдет Господь мимо дверей, и не попустит губителю войти в дома ваши для поражения. В полночь Господь поразил всех первенцев в земле Египетской, от первенца фараона, сидевшего на престоле своем, до первенца узника, находившегося в темнице, и все первородное из скота.
— Исх. 12:23, 29
Анализируя текст книги Исход (12:23, 29) можно сделать вывод, что не собственноручно Господь поразил первенцев, но приказал губителю (ивр. שָׁחַת‎, Шахат) совершить поражение. Шахат — это имя одного из ангелов смерти, которое встречается впервые в Библии.

А Я в сию самую ночь пройду по земле Египетской и поражу всякого первенца в земле Египетской, от человека до скота, и над всеми богами Египетскими произведу суд. Я Господь. И будет у вас кровь знамением на домах, где вы находитесь, и увижу кровь и пройду мимо вас, и не будет между вами язвы губителя, когда будет поражаема земля Египетская.
— Исх. 12:12, 13
В книге Исход (12:12, 13) встречается ещё одно имя ангела смерти — ивр. מַשְׁחִית‎, Машхи́т.
Третье имя ангела смерти встречается во второй части свитка Шмуэля 24:15—17:

И послал Господь Да́вэра на Израильтян от утра до назначенного времени; и умерло из народа, от Дана до Вирсавии, семьдесят тысяч человек. И простер Ангел руку свою на Иерусалим, чтобы опустошить его; но Господь пожалел о бедствии и сказал Ангелу, поражавшему народ: довольно, теперь опусти руку твою. Ангел же Господень был тогда у гумна Орны Иевусеянина. И сказал Давид Господу, когда увидел Ангела, поражавшего народ, говоря: вот, я согрешил, я поступил беззаконно; а эти овцы, что сделали они? пусть же рука Твоя обратится на меня и на дом отца моего.
— 2Цар. 24:15—17
Да́вэр ивр. דָּ֫בֶר‎ — означает язва, мор, чума или жало. В первой части Хроники 21:15 содержится запись говорящая, что это был ангел-истребитель ивр. שָׁחַת‎, то есть Шахат:

И послал Бог Ангела в Иерусалим, чтобы истреблять его. И когда он начал истреблять, увидел Господь и пожалел о сем бедствии, и сказал Ангелу-истребителю: Довольно! теперь опусти руку твою. Ангел же Господень стоял тогда над гумном Орны Иевусеянина.
— 1Пар. 24:15—17

### В талмудическом иудаизме
- Архангел Михаил, переносит Адама к его могиле в некоторых текстах
- Архангел Гавриил, ангел смерти над царями
- Самаэль, значительный архангел в талмудическом и пост-талмудическом понимании
- Аваддон, ангел губитель
- Азраил, ангел переводящий в мир иной с Божьей помощью

О вестнике смерти говорят, что все его существо покрыто бесчисленными глазами. «Талмуд приводит метафору: „Не смотри, даже если ты исполнен очами, как Ангел Смерти“, о котором сказано, что он — это глаза»(Авода Зара 20). И когда наступает время смерти, он приходит к больному и становится у изголовья с обнаженным лезвием, на острие которого висит капля желчи. Увидя его, больной от страха открывает рот, этим моментом пользуется ангел смерти и бросает умирающему в рот смертоносную каплю. От неё человек умирает, лицо его желтеет и весь он разлагается. Второй вариант этой истории говорит, что на конце лезвия находятся три капли яда. Человек при виде страшного чёрного ангела в ужасе раскрывает рот, капли попадают туда и человек от этого умирает. Первая капля прекращает жизнь, вторая капля — это желчь смерти, третья капля закрепляет начатое. Этими тремя каплями яда на ноже Ангела Смерти управляет Ниацринель — демон, обитающий в уровне ада, именуемом Бээр Шахат (Могильная Яма). Чаще всего ангел смерти является в образе беглеца, бродяги или нищего. В фольклоре он часто изображается существом, покрытым множеством глаз, усердным жнецом или стариком с мечом, с которого стекает яд.
По другому мнению, мала́х ха-ма́вэт прямо перерезает умирающему горло, но он делает это невидимо для других из уважения к творениям Бога (ib.). Ангел смерти причиняет только естественную смерть, при неестественной смерти он не участвует (см. Арах., 7а).

И сказал Господь Ангелу смерти: “Ступай принеси мне душу Моше”. И встал Ангел смерти и вышел навстречу Моше… И спросил Моше: “Что ты здесь делаешь”? И отвечал Ангел смерти Моше: “Бог неба и земли, в руке которого душа всякого живого существа и дух каждого человека, послал меня забрать твою душу”

В то же время ангел смерти ассоциируется и с Сатаной. Так, Талмуд содержит такое определение: «Сатана — он же Ангел смерти, он же дурное побуждение».
Самаэль в образе «мала́х ха-ма́вэт», ангела смерти, представляет собой ужасную чёрную фигуру с зазубренным ножом, которая приходит только за грешниками. За праведниками же приходит ангел Гавриэль с идеально ровным ножом в руках и забирание им души праведников сравнивается с «кошерной шхитой», тогда как то, что делает Самаэль с грешниками, — это «шхита некошерная».

### В христианстве
В христианстве ангелом смерти изредка называют архангела Гавриила, так как он, по преданию, передал Деве Марии весть о её смерти за несколько дней до неё. 
Также согласно книге Апокалипсис чёрт Аваддон ассоциируется с ангелом смерти:

Царем над собой имела она ангела бездны; имя ему по-Еврейски Аваддон, а по-Гречески Аполлион.
— Откр. 9:11

### В исламе
Ангел Смерти в Исламе. «Притчи» — «В предопределенный Господом час человека постигает болезнь или его организм прекращает свои функции, что знаменует собой приглашение Ангелу Смерти Азраилу».
В Коране Ангелы Смерти описываются аллегорически:
«Скажи: „Ангел смерти, которому вы поручены, умертвит вас, а затем вы будете возвращены к своему Господу“». (Сура Земной Поклон, аят 11)
«Тем, кого ангелы умертвят (поступавшими) несправедливо (по отношению) к самим себе, скажут: „В каком (положении) вы находились?“. Они скажут: „Мы были слабы на земле“. Они скажут: „Разве земля Бога не была просторной для того, чтобы вы (могли) переселиться на ней“. Их пристанищем (станет) Геенна. Как же скверно это место прибытия»! (Сура Женщины, аят 97)

## В культуре

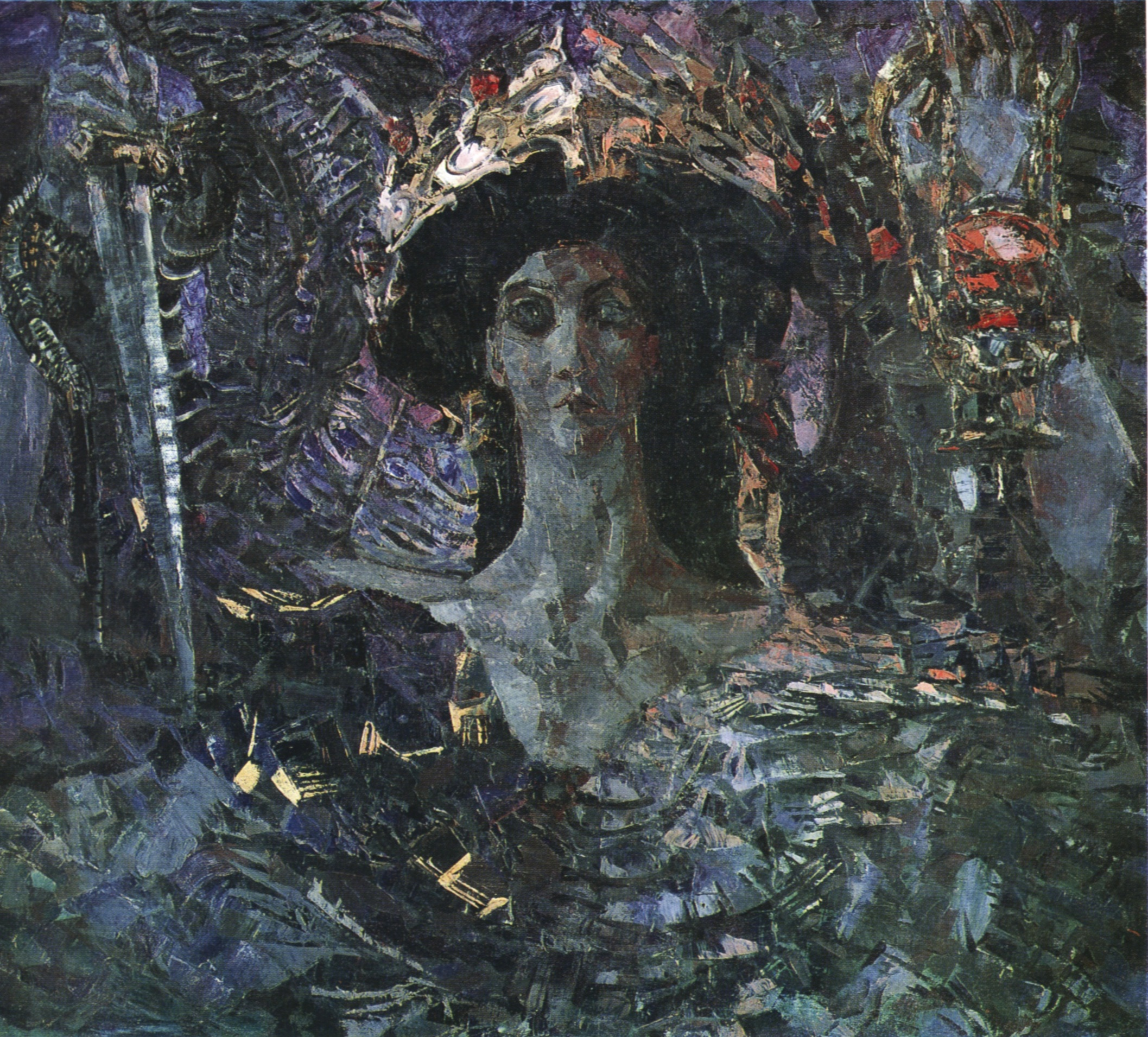
Азраил на картине Михаила Врубеля

### В художественных произведениях
- М. Ю. Лермонтов, поэма «Ангел Смерти» — «То Ангел Смерти, смертью тленной от уз земных освобождённый!..»
- Роджер Желязны. Рассказ «Ангел, тёмный ангел» из сборника «Вариант единорога». 1967 год. «Где-то шёл дождь. Обычный или искусственный — где-то всегда идёт дождь, когда бы вы об этом не подумали. Помните об этом всегда, если можете».

### В кино
- В фильме «Догма» (1999) режиссёра Кевина Смита появляются ангелы смерти Локи и Бартлби, вокруг которых завязан сюжет фильма. Там также появляется Азраил, но в фильме он является демоном, бывшим ангелом-музой, которого отправили в Ад за отказ сражаться во время войны между Раем и Адом.
- «Поцелуй смерти» — вьетнамский фильм 2008 года, реж. Нгуен Куанг Зунг. Романтичная комедия в форме азиатско-христианской рождественской сказки для взрослых, в которой Ангел Смерти предстаёт в роли юного сына Повелителя Смерти. По сюжету фильма, молодой Ангел Смерти является изгоем из ада, потому что вопреки своей миссии любит делать добро.
- Фильм «Знакомьтесь, Джо Блэк» повествует об Ангеле Смерти, решившем сделать перерыв в своей работе.
- В фильме «Воровка книг» повествование ведётся от лица Ангела Смерти.
- В фильме «Седьмая печать» (1957) реж. Ингмара Бергмана ангел смерти приходит за рыцарем Антонием Блоком и на протяжении произведения выжидает данную им отсрочку.
- В сериале Люцифер появляется ангел смерти Азраил, представившаяся призраком.
- В сериале Элементарно в 1 сезоне, 5 серии ангелом смерти называют врача, который помогает смертельно больным пациентам умереть, как он думает, избавляя их от мучений.
- В сериале Американская история ужасов Шахат появляется во 2 сезоне.